# Ethel M Chocolate Factory

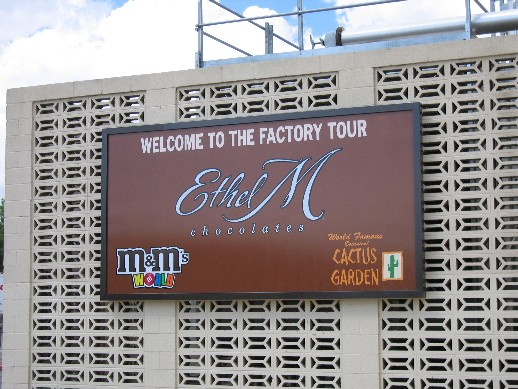
Frotal de la fábrica de chocolates Ethel M.

La Ethel M Chocolate Factory (en español: Chocolatería Ethel M) está situada en (37°03′45″N 95°40′37″O / 37.0625, -95.677068) Henderson en el estado de Nevada en los Estados Unidos y es la factoría donde se fabrican todos los productos de la marca de chocolates Ethel M.

## Historia
La sociedad Ethel M es la propietaria de la empresa Mars Incorporated y se nombró de este modo por la madre de Forrest Mars. La sociedad distribuye sus productos principalmente por teléfono y mediante las ventas por Internet si bien también existen varios minoristas en y en torno a Las Vegas y Chicago. En esta chocolatería también se sitúa el Jardín Botánico de Cactus Ethel M. y una pequeña sección de M&M's World.
En el 2007, la empresa hizo la transición de Ethel M Chocolates hacia Ethels Chocolate. La nueva marca tiene desde entonces una línea completa de 48 nuevos chocolates finos todos diferentes y hechos a mano. Son creados por la maestra chocolatera Jin Caldwell.  
A finales del 2007 la empresa atendió una petición del público para una línea clásica de chocolates volviendo a poner disponibles en el mercado seis variedades de chocolate en sus minoristas de los alrededores de Las Vegas pero sin embargo son 16 las variedades que están disponibles desde la chocolatería. 